# Liste de films est-allemands

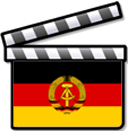
Un clap aux couleurs du drapeau est-allemand.

Cette liste de films est-allemands recense les longs-métrages produits en zone d'occupation soviétique en Allemagne (1945-1949) et en République démocratique allemande (1949-1990), auxquels s'ajoutent quelques courts-métrages, les Stacheltiere.

## Production cinématographique en Allemagne de l'Est
Contrairement à l'idée répandue, il y eut non pas une seule société de production étatique en RDA, mais plusieurs dont :
- Des sociétés de droit privé comme le Studio H&S[1]
- Les studios des ministères et des institutions publiques (par exemple le Filmstudio des Zentralen Forschungsinstituts für Arbeit (litt. « Studio de l'institut central de recherche pour le travail ») ou le Filmstudio der Nationalen Volksarmee[2]
- Les studios des entreprises (par exemple le Filmstudio der Deutschen Reichsbahn ou le Filmstudio „aktuell“ de l'entreprise d'extraction minière SDAG Wismut)[2]
- Les studios appartenant à des cinéastes indépendants (par exemple le Filmstudio Lustermann à Erfurt)[3]

À ceux-là s'ajoutent les studios de production amateurs et semiprofessionnels gérés par des sociétés ou des groupes pour lesquels ces activités étaient secondaires et dilettantes.
La société de production majoritaire en RDA était cependant la Deutsche Film AG (DEFA) qui a produit quelque 700 longs-métrages. La télévision de la RDA Deutscher Fernsehfunk produisait quant à elle les téléfilms, les feuilletons et les séries télévisées.
De nombreux films étrangers ont aussi été distribués en Allemagne de l'Est. Voir la liste des films ouest-allemands (de), des films d'Europe de l'Ouest (de) (dont la France et l'Italie), des films britanniques (de), des films scandinaves (de), des films américains (de) et des autres films non-européens (de) sortis en RDA.

## Filmographie non exhaustive

### Années 1940
- 1946 : Les assassins sont parmi nous (Die Mörder sind unter uns) de Wolfgang Staudte
- 1946 : La Chauve-souris (Die Fledermaus) de Géza von Bolváry
- 1946 : L'Extravagant Millionnaire (Peter Voss, der Millionendieb) de Karl Anton
- 1947 : Mariage dans l'ombre (Ehe im Schatten) de Kurt Maetzig
- 1947 : Kein Platz für Liebe de Hans Deppe
- 1947 : Razzia (de) de Werner Klingler
- 1947 : Wozzeck de Georg C. Klaren
- 1948 : Une histoire de tous les jours (Eine alltägliche Geschichte) de Günther Rittau
- 1948 : L'Affaire Blum (Affaire Blum) d'Erich Engel
- 1948 : Chemie und Liebe d'Arthur Maria Rabenalt
- 1949 : Les Quadrilles multicolores (Die Buntkarierten) de Kurt Maetzig
- 1949 : J'ai trahi Hitler (Rotation) de Wolfgang Staudte
- 1949 : Jeunes Filles de Vienne (Wiener Mädeln) de Willi Forst

### Années 1950
- 1950 : Le Conseil des dieux (Der Rat der Götter) de Kurt Maetzig
- 1950 : Cœur de pierre (Das kalte Herz) de Paul Verhoeven
- 1950 : La Famille Benthin (Benthin Famillie) de Slátan Dudow, Richard Groschopp et Kurt Maetzig
- 1951 : Le Sujet de Sa Majesté (Der Untertan) de Wolfgang Staudte
- 1952 : Romance d'un jeune couple (Roman einer jungen Ehe) de Kurt Maetzig
- 1953 : L'Histoire du petit Muck (Die Geschichte vom kleinen Muck) de Wolfgang Staudte
- 1955 : Einmal ist keinmal de Konrad Wolf
- 1955 : Bel Ami de Louis Daquin
- 1955 : Mademoiselle de Scudéry d'Eugen York
- 1955 : Ernst Thälmann – Sohn seiner Klasse de Kurt Maetzig
- 1955 : Ernst Thälmann – Führer seiner Klasse de Kurt Maetzig
- 1956 : Les Aventures de Till l'Espiègle de Gérard Philipe et Joris Ivens
- 1957 : La police des mineurs intervient (Berlin – Ecke Schönhauser…) de Gerhard Klein
- 1957 : Deux Mères de Frank Beyer
- 1957 : Rats des villes de Heiner Carow
- 1957 : Lissy de Konrad Wolf
- 1957 : Les Sorcières de Salem de Raymond Rouleau
- 1957 : La Rose des vents (Die Windrose) de Joris Ivens
- 1958 : Die Mutter d'Harry Bremer
- 1958 : Geschwader Fledermaus d'Erich Engel
- 1958 : Les Misérables de Jean-Paul Le Chanois
- 1958 : Le Chant des matelots (Das Lied der Matrosen) de Kurt Maetzig
- 1959 : Étoiles (Sterne) de Konrad Wolf

### Années 1960
- 1960 : L'Étoile du silence (Der schweigende Stern) de Kurt Maetzig
- 1960 : La Rabouilleuse de Louis Daquin
- 1961 : Blanche-Neige (Schneewittchen) de Gottfried Kolditz
- 1961 : La Robe (Das Kleid) de Konrad Petzold
- 1962 : Le Petit Chaperon rouge (Rotkäppchen) de Götz Friedrich
- 1963 : Nu parmi les loups (Nackt unter Wölfen) de Frank Beyer
- 1963 : Geheimarchiv an der Elbe de Kurt Jung-Alsen
- 1963 : Strictement confidentiel (For Eyes Only — Streng geheim) de János Veiczi
- 1963 : Carbure et oseille (Karbid und Sauerampfer) de Frank Beyer
- 1964 : Le Ciel partagé (Der geteilte Himmel) de Konrad Wolf
- 1964 : Preludio 11 de Kurt Maetzig
- 1965 : Karl Liebknecht de Günter Reisch
- 1965 : C'est moi le lapin[6] (Das Kaninchen bin ich) de Kurt Maetzig
- 1965 : Karla[6] de Herrmann Zschoche
- 1965 : Les Aventures de Werner Holt (Die Abenteuer des Werner Holt) de Joachim Kunert (de)
- 1966 : Le Fils de la Grande Ourse (Die Söhne der großen Bärin) de Josef Mach
- 1966 : Jahrgang 45[7] de Jürgen Böttcher
- 1966 : La Trace des pierres (Spur der Steine) de Frank Beyer
- 1967 : Das Mädchen auf dem Brett de Kurt Maetzig
- 1967 : Et l'Angleterre sera détruite (Die gefrorenen Blitze) de János Veiczi
- 1967 : Chingachgook, die grosse Schlange de Richard Groschopp (de)
- 1967 : Le Drapeau de Krivoï Rog (Die Fahne von Kriwoj Rog) de Kurt Maetzig
- 1968 : Spur des Falken de Gottfried Kolditz
- 1968 : Les Russes arrivent[8] (Die Russen kommen) de Heiner Carow
- 1968 : Le Meurtre jamais prescrit (Der Mord, der nie verjährt) de Wolfgang Luderer (de)
- 1968 : J'avais 19 ans (Ich war neunzehn) de Konrad Wolf
- 1969 : Chemins vers Lénine (Unterwegs zu Lenin) de Günter Reisch
- 1969 : Les Loups blancs (Weiße Wölfe) de Konrad Petzold et Boško Bošković

### Années 1970
- 1970 : Signal, une aventure dans l'espace (Signale – Ein Weltraumabenteuer) de Gottfried Kolditz
- 1970 : Erreur fatale (Tödlicher Irrtum) de Konrad Petzold
- 1971 : Connaissez-vous Urban ? (Kennen Sie Urban?) d'Ingrid Reschke
- 1971 : Libération (Befreiung) de Iouri Ozerov
- 1971 : Le Temps des cigognes (Zeit der Störche) de Siegfried Kühn
- 1971 : Osceola de Konrad Petzold
- 1971 : Goya, l'hérétique (Goya – oder der arge Weg der Erkenntnis) de Konrad Wolf
- 1972 : Le Troisième (Der Dritte) d'Egon Günther
- 1972 : Eolomea de Herrmann Zschoche
- 1972 : L'Homme qui remplaçait la grand-mère (Der Mann, der nach der Oma kam) de Roland Oehme (de)
- 1972 : Die Taube auf dem Dach[9] d'Iris Gusner
- 1973 : Les Apaches (Apachen) de Gottfried Kolditz
- 1973 : La Légende de Paul et Paula (Die Legende von Paul und Paula) de Heiner Carow
- 1973 : Trois Noisettes pour Cendrillon (Drei Haselnüsse für Aschenbrödel) de Václav Vorlíček
- 1974 : Les Affinités électives (Wahlverwandtschaften) de Siegfried Kühn
- 1974 : Encore trop maigre pour l'amour ? (Für die Liebe noch zu mager?) de Bernhard Stephan (de)
- 1974 : L'Homme nu sur le stade (Der nackte Mann auf dem Sportplatz) de Konrad Wolf
- 1975 : Jacob le menteur (Jakob, der Lügner) de Frank Beyer
- 1975 : Lotte in Weimar d'Egon Günther
- 1975 : Un banquet pour Achille (Bankett für Achilles) de Roland Gräf
- 1975 : Frères de sang (Blutsbrüder) de Werner W. Wallroth (de)
- 1976 : Les Souffrances du jeune Werther (Die Leiden des jungen Werthers) d'Egon Günther
- 1976 : Maman, je suis vivant (Mama, ich lebe) de Konrad Wolf
- 1976 : Beethoven - Tage aus einem Leben d'Horst Seemann (de)
- 1976 : Nelken in Aspik de Günter Reisch
- 1976 : La Lumière bleue (Das blaue Licht) d'Iris Gusner
- 1976 : Dans la poussière des étoiles (Im Staub der Sterne) de Gottfried Kolditz
- 1977 : La Fuite (Die Flucht) de Roland Gräf
- 1978 : Sept Taches de rousseur (Sieben Sommersprossen) d'Herrmann Zschoche
- 1978 : Sabine Wulff d'Erwin Stranka
- 1979 : Blauvogel d'Ulrich Weiß
- 1979 : Addio, piccola mia de Lothar Warneke
- 1979 : Jusqu'à ce que la mort vous sépare (Bis daß der Tod euch scheidet) de Heiner Carow
- 1979 : Le Prince des chats (Der Katzenprinz) d'Ota Koval (cs)

### Années 1980
- 1980 : La Fiancée (Die Verlobte) de Günther Rücker (de) et Günter Reisch
- 1980 : Solo Sunny de Konrad Wolf et Wolfgang Kohlhaase
- 1981 : Sing, Cowboy, sing de Dean Reed
- 1981 : Bürgschaft für ein Jahr de Herrmann Zschoche
- 1982 : Sabine Kleist, 7 ans (Sabine Kleist, 7 Jahre…) de Helmut Dziuba (de)
- 1982 : Ton frère inconnu (Dein unbekannter Bruder) d'Ulrich Weiß
- 1982 : Das Fahrrad d'Evelyn Schmidt
- 1982 : L'Inquiétude (Die Beunruhigung) de Lothar Warneke
- 1983 : Le Séjour (Der Aufenthalt) de Frank Beyer
- 1983 : Martin Luther de Kurt Veth (de)
- 1983 : L'Île aux cygnes (Insel der Schwäne) d'Herrmann Zschoche
- 1983 : L'Aéronef (Das Luftschiff) de Rainer Simon
- 1984 : Trauma (Trauma) de Gabi Kubach
- 1984 : Isabelle dans l'escalier (Isabel auf der Treppe) d'Hannelore Unterberg
- 1984 : Erscheinen Pflicht de Helmut Dziuba (de)
- 1985 : La Victoire (Der Sieg) d'Evgueni Matveev
- 1985 : La Femme et l'Étranger (Die Frau und der Fremde) de Rainer Simon
- 1985 : Jeunes Gens dans la ville (Junge Leute in der Stadt) de Karl Heinz Lotz (de)
- 1985 : Bataille de Moscou (Die Schlacht um Moskau) de Iouri Ozerov
- 1986 : La Maison du fleuve (Das Haus am Fluß) de Roland Gräf
- 1986 : Startfieber de Konrad Petzold
- 1987 : Käthe Kollwitz, images d'une vie (Käthe Kollwitz – Bilder eines Lebens) de Ralf Kirsten (de)
- 1987 : Johann Strauss, le roi sans couronne (Johann Strauß – Der König ohne Krone) de Franz Antel
- 1988 : La Comédienne (Die Schauspielerin) de Siegfried Kühn
- 1988 : Que l’un porte le fardeau de l’autre (Einer trage des anderen Last) de Lothar Warneke
- 1988 : Dschungelzeit de Jörg Foth (de) et Tran Vu
- 1988 : Le Roi Grenouille (Froschkönig) de Walter Beck (de)
- 1989 : Adieu l'hiver (Winter adé), documentaire de Helke Misselwitz
- 1989 : Die Beteiligten de Horst E. Brandt (de)
- 1989 : Le Rendez-vous de Travers (Treffen in Travers) de Michael Gwisdek
- 1989 : Coming Out de Heiner Carow
- 1989 : L'Ascension du Chimborazo (Die Besteigung des Chimborazo) de Rainer Simon
- 1990 : Stalingrad de Iouri Ozerov
- 1990 : Les Architectes (Die Architekten) de Peter Kahane (de)
- 1990 : Wer fürchtet sich vorm schwarzen Mann, documentaire de Helke Misselwitz
- 1990 : Sehnsucht de Jürgen Brauer (de)